# Élections parlementaires chiliennes de 2017
Les élections parlementaires chiliennes de 2017 se déroulent le 19 novembre 2017. Elles visent au renouvellement simultané des deux chambres du Parlement chilien. Elles aboutissent à un parlement sans majorité. L'alliance Chile Vamos, coalition de partis d'opposition de centre droit et de droite, obtient la majorité relative des sièges dans les deux chambres. La coalition de centre gauche Nouvelle Majorité de la présidente sortante Michelle Bachelet arrive deuxième, suivie de celle de gauche du Front large qui crée la surprise avec un résultat plus élevé qu'attendu.

## Contexte
Le premier tour de l'élection présidentielle ainsi que des élections régionales sont organisés le même jour.

## Système électoral
Le Congrès national est composé d'une chambre basse, la Chambre des députés, et d'une chambre haute, le Sénat. Toutes deux sont renouvelées tous les quatre ans, la première intégralement et la seconde par moitié. 
Une récente réforme de la loi électorale chilienne en a néanmoins modifié les modalités. 

### Avant 2017
La Chambre des députés était composée de 120 députés élus pour quatre ans au scrutin binominal majoritaire à un tour dans 60 circonscriptions à raisons de deux sièges par circonscriptions. 
Le Sénat du Chili était composé de 38 sénateurs élus pour huit ans et renouvelable par moitié au scrutin binominal majoritaire à un tour dans 19 circonscriptions électorales correspondants en partie aux régions du Chili. 7 régions forment des circonscriptions comportant deux sièges, et les six autres sont divisées en deux circonscriptions de deux sièges également. 
Il s'agit dans les deux cas d'un scrutin binominal : si la liste d'un parti recueille plus de 2/3 des suffrages valables, le parti a droit aux deux sièges de la circonscription ; s'il en obtient moins des 2/3, il a droit à un siège et le parti qui arrive en deuxième position se voit attribuer le second. Ce système pousse à la recherche de consensus entre les partis.
Ce mode de scrutin est néanmoins accusé de servir à maintenir une minorité de contrôle par les forces conservatrices au cours de la démocratisation ayant suivi la période de dictature de Pinochet, le pouvoir ayant découpé les circonscriptions selon les résultats du référendum ayant conduit au départ de Pinochet.

### Actuel
Lors de ces élections, et à la suite de l'application d'une réforme de mai 2015, le nombre de députés passe à 155, tous intégralement élus pour quatre ans au scrutin direct, tandis que le total de sénateurs passe de 38 à 43, avant un futur nouvel élargissement à 50 sénateurs. Ce sont par conséquent 23 sénateurs qui sont élus au cours des élections de 2017, le renouvellement s'effectuant toujours par moitié.
Le scrutin a lieu au scrutin proportionnel plurinominal dans 28 circonscriptions de trois à huit députés pour la chambre basse et 15 circonscriptions de deux à cinq sénateurs pour la chambre haute, répartis après décompte des suffrages selon la méthode d'Hondt. 
Le vote n'est pas obligatoire.

## Résultats

### Chambre des députés
|                                    |                                         |           |       |               |               |  |  |  |  |  |  |  |  |  |
| Alliance et partis                 | Alliance et partis                      | Voix      | %     | Sièges        | +/-           |  |  |  |  |  |  |  |  |  |
|                                    | Rénovation nationale                    | 1 067 270 | 17,80 | 36            | 17            |  |  |  |  |  |  |  |  |  |
| Union démocrate indépendante       | 957 245                                 | 15,96     | 30    | 1             |               |  |  |  |  |  |  |  |  |  |
| Évolution politique                | 255 221                                 | 4,26      | 6     | 5             |               |  |  |  |  |  |  |  |  |  |
| Parti régionaliste indépendant     | 39 692                                  | 0,66      | 0     | en stagnation |               |  |  |  |  |  |  |  |  |  |
| Total Chile Vamos                  | 2 319 428                               | 38,68     | 72    | 23            |               |  |  |  |  |  |  |  |  |  |
|                                    | Parti socialiste                        | 585 128   | 9,76  | 19            | 2             |  |  |  |  |  |  |  |  |  |
| Parti pour la démocratie           | 365 988                                 | 6,10      | 8     | 7             |               |  |  |  |  |  |  |  |  |  |
| Parti communiste                   | 275 096                                 | 4,59      | 8     | 2             |               |  |  |  |  |  |  |  |  |  |
| Parti radical social-démocrate     | 216 355                                 | 3,61      | 8     | 2             |               |  |  |  |  |  |  |  |  |  |
| Total La force de la majorité      | 1 442 567                               | 24,06     | 43    | 1             |               |  |  |  |  |  |  |  |  |  |
|                                    | Révolution démocratique                 | 343 019   | 5,72  | 10            | 9             |  |  |  |  |  |  |  |  |  |
| Parti humaniste                    | 253 787                                 | 4,23      | 5     | 5             |               |  |  |  |  |  |  |  |  |  |
| Parti libéral                      | 46 605                                  | 0,78      | 2     | 1             |               |  |  |  |  |  |  |  |  |  |
| Parti égalité                      | 129 232                                 | 2,16      | 1     | 1             |               |  |  |  |  |  |  |  |  |  |
| Parti vert écologiste              | 128 629                                 | 2,14      | 1     | 1             |               |  |  |  |  |  |  |  |  |  |
| Pouvoir citoyen                    | 87 456                                  | 1,46      | 1     | Nv            |               |  |  |  |  |  |  |  |  |  |
| Total Front large                  | 988 728                                 | 16,49     | 20    | 18            |               |  |  |  |  |  |  |  |  |  |
|                                    | Parti démocrate-chrétien                | 616 550   | 10,28 | 14            | 8             |  |  |  |  |  |  |  |  |  |
| Gauche citoyenne                   | 14 358                                  | 0,24      | 0     | 1             |               |  |  |  |  |  |  |  |  |  |
| Région MAS                         | 9 582                                   | 0,16      | 0     | en stagnation |               |  |  |  |  |  |  |  |  |  |
| Total Convergence démocratique     | 640 490                                 | 10,68     | 14    | 9             |               |  |  |  |  |  |  |  |  |  |
|                                    | Fédération régionaliste verte sociale   | 94 666    | 1,58  | 4             | Nv            |  |  |  |  |  |  |  |  |  |
| Démocratie régionale de Patagonie  | 20 575                                  | 0,34      | 0     | en stagnation |               |  |  |  |  |  |  |  |  |  |
| Total Coalition régionaliste verte | 115 241                                 | 1,92      | 4     | en stagnation |               |  |  |  |  |  |  |  |  |  |
|                                    | Parti progressiste                      | 199 566   | 3,33  | 1             | 1             |  |  |  |  |  |  |  |  |  |
| País                               | 35 469                                  | 0,59      | 0     | Nv            |               |  |  |  |  |  |  |  |  |  |
| Total Pour tout le Chili           | 235 035                                 | 3,92      | 1     | 1             |               |  |  |  |  |  |  |  |  |  |
|                                    | Amplitude                               | 61 319    | 1,02  | 0             | en stagnation |  |  |  |  |  |  |  |  |  |
| Citoyens                           | 30 286                                  | 0,51      | 0     | en stagnation |               |  |  |  |  |  |  |  |  |  |
| Touts                              | 2 888                                   | 0,05      | 0     | Nv            |               |  |  |  |  |  |  |  |  |  |
| Total Ajoutons                     | 94 493                                  | 1,58      | 0     | en stagnation |               |  |  |  |  |  |  |  |  |  |
|                                    | Union patriotique                       | 51 369    | 0,86  | 0             | Nv            |  |  |  |  |  |  |  |  |  |
|                                    | Parti des travailleurs révolutionnaires | 4 665     | 0,08  | 0             | Nv            |  |  |  |  |  |  |  |  |  |
|                                    | Indépendants                            | 104 960   | 1,75  | 1             | 2             |  |  |  |  |  |  |  |  |  |
|                                    |                                         |           |       |               |               |  |  |  |  |  |  |  |  |  |
| Votes valides                      | Votes valides                           | 5 997 250 | 89,93 |               |               |  |  |  |  |  |  |  |  |  |
| Votes blancs                       | Votes blancs                            | 361 341   | 5,41  |               |               |  |  |  |  |  |  |  |  |  |
| Votes nuls                         | Votes nuls                              | 317 734   | 4,76  |               |               |  |  |  |  |  |  |  |  |  |
| Total                              | Total                                   | 6 676 325 | 100   | 155           | 35            |  |  |  |  |  |  |  |  |  |
| Abstentions                        | Abstentions                             | 7 670 963 | 53,95 |               |               |  |  |  |  |  |  |  |  |  |
| Inscrits / participation           | Inscrits / participation                | 6 676 325 | 46,05 |               |               |  |  |  |  |  |  |  |  |  |

### Sénat
| Alliance et partis                      | Alliance et partis                | Voix      | %     | Sièges | Sièges      | Sièges        | +/-           |  |
| Alliance et partis                      | Alliance et partis                | Voix      | %     | Élus   | Total avant | Total après   | +/-           |  |
| --------------------------------------- | --------------------------------- | --------- | ----- | ------ | ----------- | ------------- | ------------- |  |
|                                         | Rénovation nationale              | 349 622   | 20,98 | 6      | 6           | 8             | 2             |  |
| Union démocrate indépendante            | 210 897                           | 12,66     | 4     | 7      | 9           | 2             |               |  |
| Évolution politique                     | 67 801                            | 4,07      | 2     | 0      | 2           | 2             |               |  |
| Total Chile Vamos                       | 628 320                           | 37,71     | 12    | 13     | 19          | 6             |               |  |
|                                         | Parti pour la démocratie          | 200 299   | 12,02 | 4      | 6           | 7             | 1             |  |
| Parti socialiste du Chili               | 125 247                           | 7,52      | 3     | 6      | 7           | 1             |               |  |
| Parti radical social-démocrate du Chili | 34 448                            | 2,07      | 0     | 1      | 1           | en stagnation |               |  |
| Parti communiste                        | 20 209                            | 1,21      | 0     | 0      | 0           | 0             |               |  |
| Total La force de la majorité           | 380 203                           | 22,82     | 7     | 13     | 15          | 2             |               |  |
|                                         | Parti démocrate-chrétien du Chili | 237 983   | 14,28 | 3      | 6           | 6             | en stagnation |  |
| Région MAS                              | 661                               | 0,04      | 0     | 0      | 0           | en stagnation |               |  |
| Total Convergence démocratique          | 238 644                           | 14,32     | 3     | 7      | 6           | 1             |               |  |
|                                         | Parti progressiste                | 15 959    | 0.96  |        |             |               | en stagnation |  |
| País                                    | 6 970                             | 0.42      |       |        |             | en stagnation |               |  |
| Total Pour tout le Chili                | 22 929                            | 1.38      | 0     | 1      | 1           | en stagnation |               |  |
|                                         | Front large                       |           |       | 1      | 0           | 1             | 1             |  |
|                                         | Indépendants                      | 88 701    | 5,32  | 0      | 1           | 1             | en stagnation |  |
|                                         |                                   |           |       |        |             |               |               |  |
| Votes valides                           | Votes valides                     | 1 666 343 | 91,59 |        |             |               |               |  |
| Votes blancs                            | Votes blancs                      | 81 964    | 4,51  |        |             |               |               |  |
| Votes invalides                         | Votes invalides                   | 70 958    | 3,90  |        |             |               |               |  |
| Total                                   | Total                             | 1 819 265 | 100   | 38     | 23          | 43            | 5             |  |